# Monoplacophorus zenkevitchi
Monoplacophorus zenkevitchi is een Monoplacophorasoort uit de familie van de Neopilinidae. De wetenschappelijke naam van de soort is voor het eerst geldig gepubliceerd in 1983 door Moskalev, Starobogatov & Filatova.